# یوری لیتائو
یوری لیتائو (پرتغالی: Iúri Leitão؛ زادهٔ ۳ ژوئیهٔ ۱۹۹۸) دوچرخه‌سوار پیست اهل پرتغال است.
از باشگاه‌هایی که در آن بازی کرده است می‌توان به کاخا رورال–سگوروس رخا اشاره کرد.
وی در مسابقات کشوری و بین‌المللی در مجموع برندهٔ ۵ مدال طلا، ۶ مدال نقره، ۲ مدال برنز شده است.